# 间充质
间充质又称间叶、间叶组织、间质，是一种由未完全分化（未特化）细胞构成，且架构呈现疏松网状的动物胚胎结缔组织；间充质组织的组分为间充质细胞和无定形胞外基质，未来可形成皮肤、血液、骨骼等大部分组织。间充质和上皮之间的相互作用有助于胚胎发育过程中几乎所有器官的形成。
间充质是在胚胎时期由中胚层分化而来的结缔组织，属于胚胎性结缔组织，只有细胞，并无纤维。间充质也包括一小部分的从别的胚胎层的组织，包括外胚层的神經嵴部分。
间充质细胞在成年后，可作干细胞。这些干细胞能进一步分化及发展为各种结缔组织细胞、内皮细胞、平滑肌细胞、成肌细胞，以及淋巴组织、骨组织、软骨组织。

## 外部連結
- Overview